# AT커니
미국 일리노이 주 시카고의 AT커니 (에이티커니) (AT Kearney), 사명(社名) 커니(Kearney)는 전 세계 50개국 지사와 만 여명의 컨설턴트를 보유하고 있는 전략컨설팅펌(firm)이며, 2022년 기준 연간 매출은 2조원 이상이다. Kearney는 Vault's Consulting 50 및 Consulting 매거진의 "일하기 좋은 기업"과 같은 글로벌 경영 컨설팅 회사 순위에서 지속적으로 1위를 차지했다. Kearney는 1926년 James McKinsey에 의해 미국 시카고에 설립됐다. 1929년 그는 Andrew Thomas "Tom" Kearney 를 맥킨지의 첫 경영 파트너 임원으로 임명했고, 1937년 James McKinsey가 사망한 후 1939년부터 맥킨지의 시카고 오피스는 앤드류 토마스 커니(Andrew Thomas Kearney)가 이끄는 회사로 분할되어 맥킨지 에이티커니 앤 컴퍼니 (McKinsey, AT Kearney, and Company)로 불렸다.
수 년간 맥킨지가 두 개 법인이 되면서 업무 프로세스에 영향이 생기자 1947년에 마빈 바워에게 맥킨지(McKinsey)라는 명칭을 전격 양도 판매하며 당사는 에이티커니 앤 컴퍼니 (AT Kearney and Company)로 사명을 변경 했다. 2020년 1월 회사는 리브랜딩을 거쳐 AT Kearney에서 커니(Kearney)로 이름을 간략히 변경했다. 커니(Kearney)는 50 여 개국가에 지사를 두고 있으며 10,000명 정도의 직원이 있다. Alumni까지 합산하면 50,000 여명에 육박한다. 회사의 300여명 이상의 파트너가 거버넌스 문제에 대해 동등한 투표권을 갖는 고유한 "1파트너, 1표" 구조로 운영된다. Kearney는 광범위한 산업과 역량을 다룬다.
1995년 설립된 커니 대한민국 지사는 서울 강남구 코엑스 아셈타워 소재이며, 300여명의 컨설턴트가 SC (전략컨설팅), MCS (경영컨설팅), DT (디지털컨설팅) 그룹에서 각각 110여명, 90명, 100명 이상 근무 중이다. 이는 MBB 한국지사들에 비해서도 수적으로 우위에 있다. 스테인그레버 당시 미국 AT커니 본사 회장은 1995년 AT커니 한국지사 설립과 동시에 한국 6대 대기업 총수들과 소통하기 위해 방한하여 세계 각국에 지사를 운영하는 형태는 범국가화(Multi-nationalization)와 같다면서 본국에서 세계 각국의 조직을 일일이 통제한다는 것은 세계화가 아니고 철저히 현지화된 지사들의 활동이 자연스럽게 본부로 통합되는 조직만이 세계화된 기업조직이라고 할 수 있다고 말했다. 이러한 취지로 AT커니 한국지사가 지분 구조 등 면에서 비교적 독립적이고 자주적인 업무 체계를 유지하는 것이 근거 없이 와전되는 경우가 있으나 AT커니는 엄연히 미국 시카고 본사의 Policy를 준수하며 AT커니 이름 하에 사업을 영위중인 정식 멤버 펌 지사이다. 실제로 AT커니 한국지사의 파트너들은 수시로 미국 본사를 왕래한다. 1995년 당시 AT커니 한국 초대 지사장 한국계 미국인 이성용은 인터뷰에서 "지난 1926년 AT커니와 맥킨지가 공동으로 컨설팅사업을 시작했다가 1947년 분리된 배경은 보고서 작성보다 컨설턴트가 실제 기업의 문제속에 참여, 개선해 나가자는 쪽에 비중을 두자는 AT커니의 고집때문이었다"고 소개했다. 한편 그는 미국 육사 웨스트 포인트 출신으로, AT커니에서 10여년간 한국 지사장 대표를 맡다가 베인앤컴퍼니 대표를 맡았다. 2002년 AT커니 서울 오피스를 찾은 서울경제신문의 외국기업탐방단에게 윌리엄 터너(William Turner) AT커니 한국지사 부사장은 '변화'라는 키워드로 말문을 열었다. 그는 "컨설턴트는 새로운 프로젝트를 맡게 되면 새로운 직장을 얻는 것이나 마찬가지"라며 "변화를 원하는 기업에게 해답을 주려면 먼저 스스로 변화해야 한다"고 말했다. 기업에게 변화의 가능성을 제시하고 함께 변화할 수 있도록 이끌어 주기 위해서는 먼저 스스로 변화에 대한 확신을 가져야 한다는 것이라고 강조했다.
한편 커니의 산업 전문 분야에는 항공 우주 및 방위, 자동차, 화학, 통신 미디어 및 기술, 소비재 및 소매, 금융 기관, 의료, 금속 및 광업, 석유 및 가스, 사모 펀드, 공공 부문, 운송, 인프라 및 유틸리티가 포함된다. 주요 서비스 라인은 전략, 분석, 합병 및 인수, 혁신, 운영, 기술 전략, 조직 및 변환, 마케팅 및 판매, 조달, 지속 가능성에 있다. 이 회사는 특히 운영, 공급망 및 혁신 전문 지식으로 잘 알려져 있으며 이 분야에서 최고 기업에 속한다. Kearney는 세계 경제 포럼의 오랜 파트너이며 포럼에 정기 참석해 글로벌 플랫폼 및 지역 의제에 대해 조언하며 CEO 기후 회원 연합 및 기업 정의 회원으로 활동하고 있다. Kearney는 1971년에 European Management Forum과 관계를 시작했으며 1997년에 기관 파트너가 되었다.

## 커니의 역사
1926년 James O. McKinsey 는 본인의 이름을 딴 맥킨지라는 회계 컨설팅 회사를 설립했다. 3년 후 그는 Andrew Thomas Kearney를 McKinsey & Company의 첫 번째 경영 전무 파트너 임원으로 임명했다. 1937년 McKinsey 가 갑작스럽게 사망하자 나머지 파트너들은 회사를 운영하는 방법에 대해 의견이 일치하지 않았고 1939년까지 그들은 3개의 조직으로 분할되었다. 맥킨지 에이티 커니 앤 컴퍼니 (McKinsey, AT Kearney & Company)는 Tom Kearney가 운영하는 시카고 컨설팅 사무소였고 마빈 바워(Marvin Bower)가 운영하는 McKinsey & Company가 있었다.
1947년 Bower가 Kearney로부터 McKinsey라는 명칭에 대한 권리를 AT커니로부터 구입했을 때 Andrew Thomas Kearney는 자신의 이름에 착안하여 회사 명칭을 변경해 AT Kearney and Company로 했다.
1972년에 회사 명칭을 AT Kearney로 재차 줄이게 되었다. AT Kearney는 1964년 독일 뒤셀도르프에 첫 국제 사무소를 열었다.
동 1972년 커니의 아시아 최초 사무실이 일본 도쿄에 개설되었다.
한편 당사 Kearney는 1992년에 글로벌 비즈니스 정책 위원회를 설립했다. 당 위원회는 연구 및 분석을 수행하는 전문 예측 및 전략적 분석 부서다. 커니는 펜실베니아 대학 최고의 민간 부문 싱크 탱크 목록의 최상위권에 있다. 2020년에는 커니가 세계 4위에 올랐다. 위원회는 또한 저명한 학계, 기업 및 정부 사상가들을 포함하는 연례 CEO 수양회를 주최한다. 회원 자격은 초대에 의해서만 가능하다.
한편 1995년 AT Kearney는 미국 정보 기술 회사 EDS 에 5억 6900만 달러에 인수되었다. IT 서비스 그룹이 성공적인 경영 컨설팅 회사를 인수한 것은 전례가 없었지만 처음에는 재정적으로 성공적이었다. 동 1995년 커니는 한국지사 서울오피스를 설립했다. Kearney의 수익은 5년 만에 3배가 되어 2000년까지 업계 최고의 13억 달러에 이르렀다. 그러나 회사들은 약간의 문화 충돌을 경험했다. Financial Times는 나중에 "AT Kearney의 개인주의적이고 기업가적인 스타일과 EDS의 보다 관료적인 접근 방식" 사이의 충돌을 설명했다. 이러한 긴장은 닷컴 거품 이 터지면서 정점에 이르러 두 회사의 실적에 영향을 미쳤다.  2006년 AT Kearney의 CEO인 Henner Klein과 컨설팅 회사의 경영진은 EDS의 CEO인 Michael Jordan과 회사를 다시 사들이는 계약을 체결했고 AT Kearney는 다시 한 번 독립 회사가 되었다. 커니가 11년만에 다시 EDF로부터 독립한 셈이다.
2019년에 Kearney는 보스턴, 댈러스, 뉴욕, 런던 및 방갈로르에 사무실을 두고 있는 비즈니스 분석 및 데이터 관리 컨설팅 회사인 Cervello를 인수했다. Cervello의 초점 영역에는 엔터프라이즈 성과 관리, 데이터 관리, 비즈니스 인텔리전스 및 CRM을  포함한다.

## 커니의 평가
2012년 경력 리뷰 사이트 Glassdoor는 Kearney를 인터뷰하기 가장 어려운 회사 4위로 선정했다. 커니 호주지사에서는 2021년에 1,200명의 지원자 중 단 10명의 비즈니스 분석가를 고용한 것이 이를 증명한다. 이 회사는 주로 컨설턴트가 다양한 산업 및 기능적 프로젝트에 참여할 수 있는 일반 모델에서 운영된다. 직원에게 컨설팅을 소개하고 전 세계적으로 동료를 만날 수 있도록 "경험 주간"으로 시작하는 고정 교육 커리큘럼이 있다. Kearney는 또한 컨설턴트가 해외에서 거주하고 일할 수 있도록 하는 글로벌 이동성 프로그램을 보유하고 있다. 2016년과 2017년에 경력 검토 사이트 Glassdoor는 Kearney를 미국에서 직원들에게 가장 높은 급여를 주는 회사로 선정했다. 당사는 Kearney Week에 초대된 30,000명의 동문이 있다고 한다.

## 수상 내역
Kearney는 지속적으로 전 세계 최고의 경영 컨설팅회사 중 하나로 불리고 있다. 당사는 Consulting Magazine의 "일하기 좋은 회사" 목록에 8년 동안 7번 선정되었다.  당사는 또한 Vault Guide의 일하기 가장 권위 있는 회사 순위에 정기적으로 거론된다. 2020년에는 9위에 랭크되었다. Working Mother 매거진은 또한 Kearney를 "최고의 기업" 목록에 선정했다. 2020년 Forbes는 Kearney를 최고의 경영 컨설팅 회사 중 하나로 선정했다. 2015년, 2016년, 2017년에 Kearney는 Consulting Magazine에서 "사회 및 지역사회 투자 우수상"을 수상했다. 같은 잡지는 지난 7년 동안 Kearney 파트너를 상위 25명의 컨설턴트 중 하나로 선정했다. 전문적 우수성 외에도 Kearney는 지원적이고 협력적인 문화, 포괄적인 프로그램과 네트워크, 다양한 재능으로 인정받고 있다. 당사는 2015년부터 매년 "평등하고 일하기 좋은 직장" 중 하나로 선정되었다. 워킹마더는 커니를 "일하는 가족 및 여성을 위한 100대 기업" 중 하나로 인정했을 뿐만 아니라 2013년부터 커니에서 5명의 워킹맘을 "올해의 워킹맘"으로 선정했다. 2020년에는 Kearney의 다양성 네트워크 및 컨설턴트 중 다수가 Guardian의 글로벌 다양성 목록에서 다양성 및 포용성을 위한 최고의 네트워크 및 컨설턴트로 선정되었다. 2021년에 회사는 탄소 중립 10주년을 기념했으며 다양성, 형평성, 포용성 및 지속 가능성을 위한 여러 이니셔티브의 일부다.